# راسيل تورنر
راسيل تورنر (بالإنجليزية: Russell Turner)‏ هو سياسي أسترالي، ولد في 12 مايو 1941 بسيدني في أستراليا. حزبياً، نشط في New South Wales National Party ‏. وقد انتخب عضو المجلس المحلي ‏ وانتخب عضو الجمعية التشريعية نيو ساوث ويلز.